# Campbelltown, South Australia
Campbelltown är en ort i Australien. Den ligger i kommunen Campbelltown och delstaten South Australia, nära delstatshuvudstaden Adelaide. Antalet invånare är 7 005.
Runt Campbelltown är det ganska tätbefolkat, med 58 invånare per kvadratkilometer.. Närmaste större samhälle är Adelaide, nära Campbelltown. 
I omgivningarna runt Campbelltown växer i huvudsak blandskog. Genomsnittlig årsnederbörd är 593 millimeter. Den regnigaste månaden är juli, med i genomsnitt 95 mm nederbörd, och den torraste är december, med 13 mm nederbörd.